# Jens Jønsson
Jens Jønsson (Aarhus, Dinamarca, 10 de gener de 1993) és un futbolista danès. Juga de migcampista i el seu equip actual és l'AEK Atenes FC de la Superlliga grega de futbol.

## Trajectòria
Va començar la seva carrera com a futbolista professional a l'Aarhus GF el 2011, equip en el qual, al llarg de cinc temporades, va disputar 107 partits, en els quals va marcar dos gols.
El 2016 va fitxar pel Konyaspor turc, amb el qual va aconseguir la Copa de Turquia i la Supercopa de Turquia, ambdues el 2017.

### Cadis CF
En 2020 va abandonar el Konyaspor per fitxar pel Cadis CF de la Primera Divisió d'Espanya.

### AEK Atenes
L'1 de juliol de 2022, el director tècnic de l'AEK Atenes FC Radosław Kucharski va aconseguir signar contracte amb el jugador per quatre anys.

## Internacional
Va ser internacional sub-16, sub-17, sub-19, sub-20 i sub-21 amb la selecció de futbol de Dinamarca. L'11 de novembre de 2020 va debutar amb l'absoluta un amistós davant Suècia que va finalitzar amb victòria per 2-0.